# Герб Приморской области
Герб Приморской области — Дальнего Востока Российской империи.

## Описание
В серебряном щите, лазуревый столб, между двух чёрных сопок, с червлёными пламенами. Щит увенчан Древнею Царскою короною и окружён золотыми дубовыми листьями, соединёнными Александровскою лентою.

## История
Приморская область была образована решением Государственного Совета в 1856 году. Она включала в себя обширные пространства российского Дальнего Востока. В состав новой административной территории вошли бывшая Камчатская область, территории Нижнего Амура и Сахалина, а в 1858 году Охотский округ.

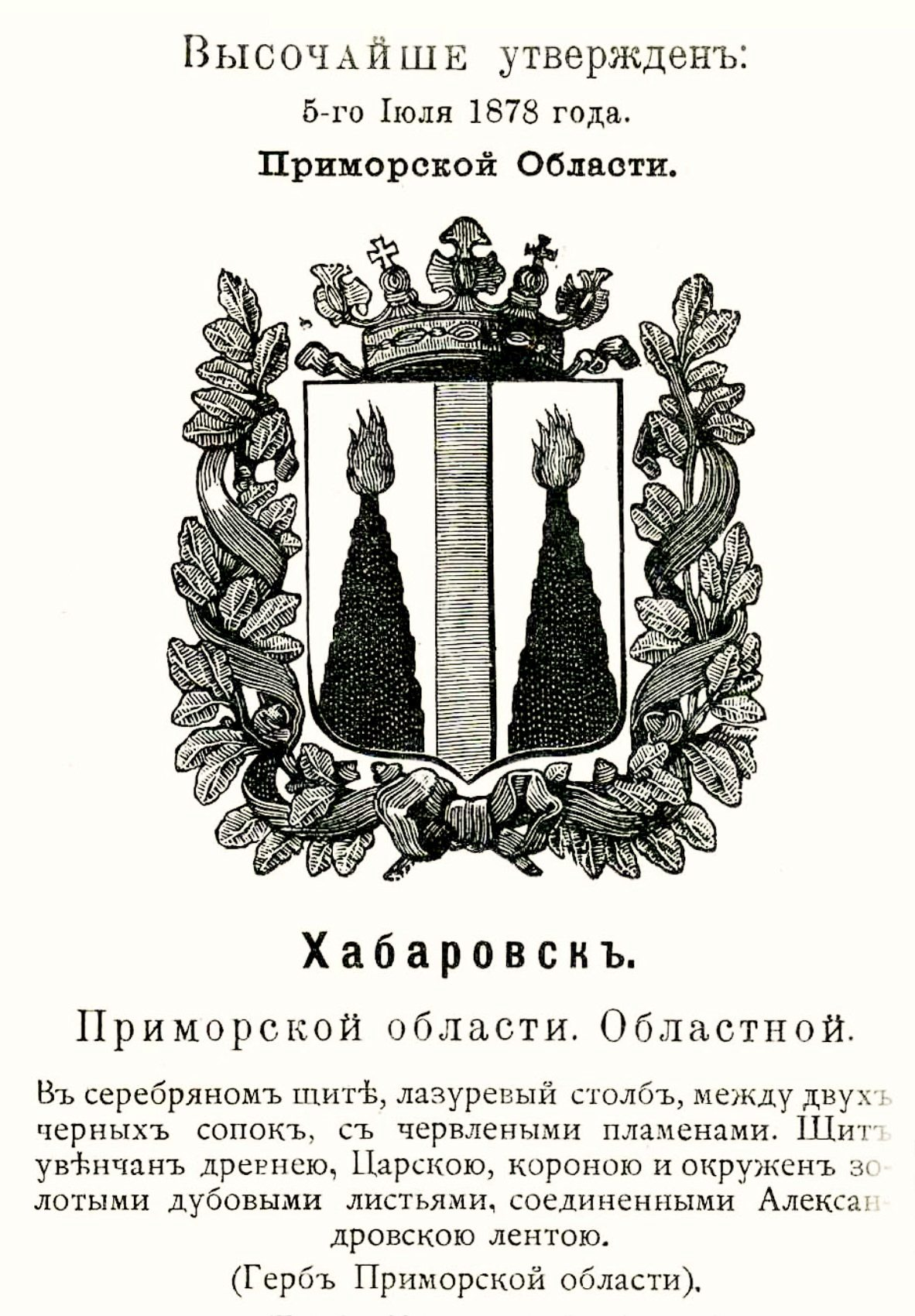
Герб Хабаровска в гербовнике П. П. фон-Винклера

5 июля 1878 года были Высочайше утверждены императором Александром II гербы 46 губерний и областей Российской империи, в том числе и Приморской области Восточной Сибири.
Герб имел следующее описание: 
Въ серебряномъ щите, лазуревый столбъ, между двухъ черныхъ сопокъ, съ червлеными пламенами. Щитъ увенчанъ древнею Царскою короною и окруженъ золотыми дубовыми листьями, соединенными Александровскою лентою.
В 1878 году, на момент утверждения герба, административным центром Приморской области являлся город Николаевск. Но через два года, в 1880 году, стараниями губернатора Приморской области Тихменева М. П. селение Хабаровка получило статус города. Хабаровск стал новым административным центром области, получив возможность использовать герб Приморской области в качестве официального символа до 1 февраля 1912 года, когда был утверждён первый (собственный) герб города Хабаровска.
Герб Приморской области был представлен вольной частью в гербах городов Николаевска, Хабаровска и Никольск-Уссурийского, Высочайше утверждённых в 1912 году.
Герб Приморской области просуществовал до 1917 года.
В советский период Приморская область герб не имела.